# Maxime Gonalons
Maxime Gonalons (Vénissieux, França; 10 de març de 1989) és un futbolista francès. Juga de migcampista i el seu equip actual és el Clermont.

## Trajectòria

### Olympique de Lió
El 6 de juliol de 2009, Gonalons va signar el seu primer contracte professional per un any amb el club. Se li va assignar el número 41 i es va entrenar amb el primer equip durant la pretemporada. Va fer el seu debut professional el 25 d'agost de 2009 en el partit de tornada de la fase de grups de la Lliga de Campions de la UEFA contra l'RSC Anderlecht en què va ingressar al camp en el minut 73 per Jérémy Toulalan.
El 20 d'octubre Gonalons va marcar el seu primer gol com a professional davant el Liverpool a Anfield, al minut 72, en la Lliga de Campions de la UEFA. El 16 de gener de 2010, Gonalons va marcar el seu primer gol en la Ligue 1 contra l'AS Nancy.

### AS Roma
El 3 de juliol de 2017 es confirma el seu fitxatge per l'AS Roma a canvi de 5 milions d'euros.

### Sevilla FC
El 20 d'agost de 2018, el Sevilla Futbol Club va fer oficial la seva incorporació per una temporada en qualitat de cedit. Va marcar el seu primer gol en un partit corresponent al play-off previ a l'Europa League..El 6 de setembre, en un entrenament, sofreix un trencament del peroné.

### Granada CF
El 2 de setembre de 2019 el Granada CF va fer oficial la seva incorporació com cedit amb opció de compra per una temporada. Al final de temporada es va confirmar que l'equip granadí exercia l'opció de compra per 4 milions d'euros, signant per 3 temporades.